# Idotea gurjanovae
Idotea gurjanovae är en kräftdjursart som beskrevs av Oleg Grigor'evich Kussakin 1974. Idotea gurjanovae ingår i släktet Idotea och familjen tånglöss. Inga underarter finns listade i Catalogue of Life.